# Palazzo Sauli Pallavicino
Pour les articles homonymes, voir Pallavicino.

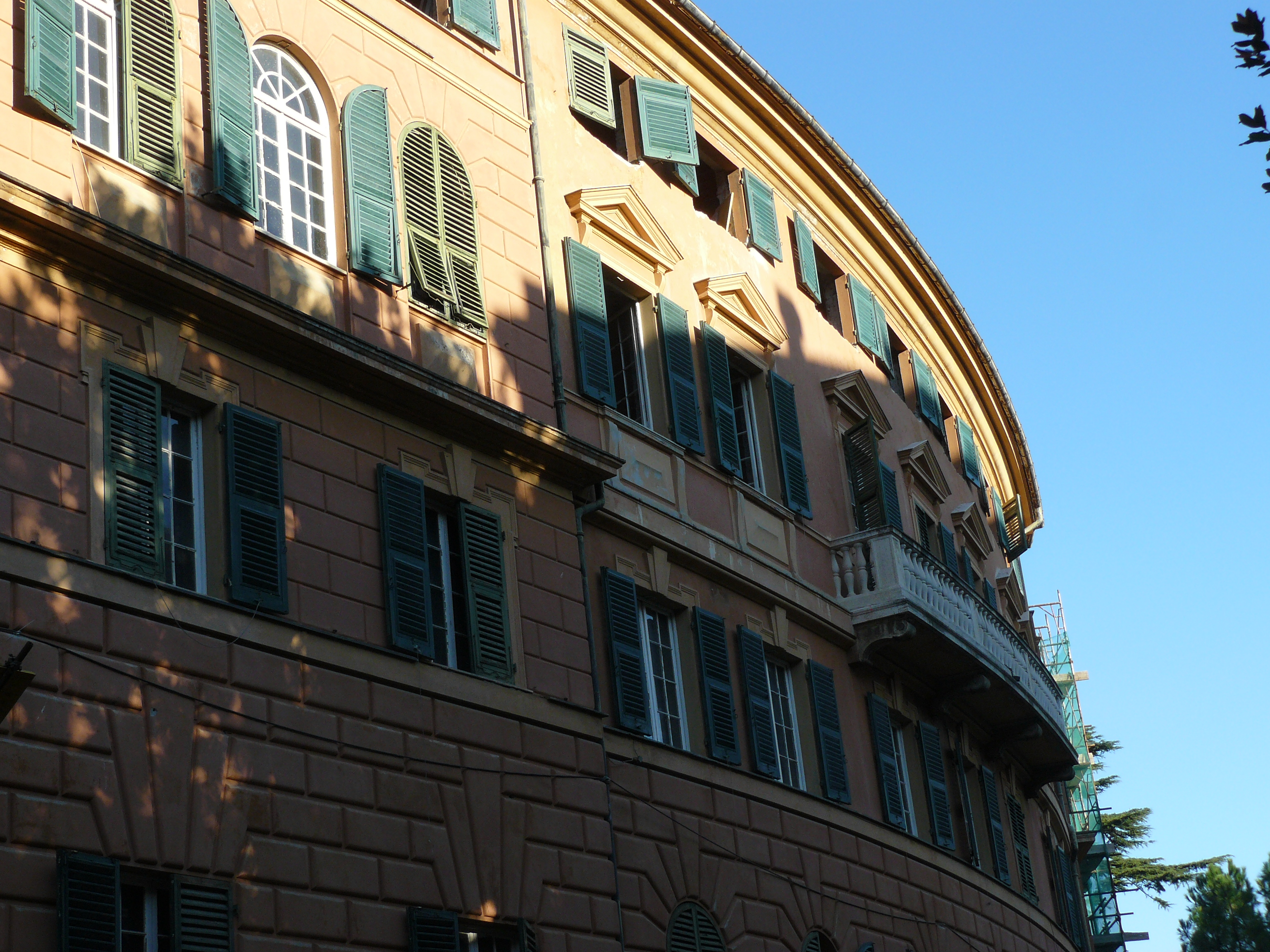
Le Palazzo Sauli Pallavicino dans le quartier de Carignano à Gênes
(Le chantier de rénovation de l'édifice interdit actuellement une meilleure prise de vue)

Palazzo Sauli Pallavicino est le nom attribué au XIXe siècle, d'après celui de sa propriétaire Luisa Sauli Pallavicino, à l'immeuble situé au numéro 13 de la Via San Giacomo, dans le quartier de Carignano (it) à Gênes. Il fut la première des résidences hivernales génoises de Giuseppe Verdi et de son épouse Giuseppina Strepponi.

## Caractéristiques
Le Palazzo Sauli Pallavicino de Gênes est situé au numéro 13 de la Via San Giacomo à proximité de la Via Corsica, face à la mer, au sommet de la colline de Carignano (it) entouré d'un luxuriant jardin à l'anglaise.

## Histoire
Les Pallavicino furent l'une des plus importantes et des plus anciennes familles patriciennes de l'Italie septentrionale du Moyen Âge et l'une des branches les plus florissantes (avec celle des Malaspina et de la Maison d'Este) de l'antique lignée des Obertenghi. Leur pouvoir s'étendait sur toute la région comprise entre Crémone, Parme et Plaisance dans laquelle ils constituèrent un État (l'État des Pallavicino, comprenant notamment Busseto, Villanova sull'Arda, etc.) qui demeura indépendant jusqu'au moment de sa soumission aux Farnèse du duché de Parme et Plaisance en 1636. À l'origine du nom de la dynastie lombarde se trouve Oberto I (1148), dit « Pelavicino ». Guglielmo, l'aîné des fils d'Alberto dit « Il Greco » (descendant d'Oberto I), donna naissance à la branche des Pallavicino lombards quand son frère puîné, Niccolò, fut à la tête de la lignée des Pallavicino (ou Pallavicini) génois.
Après la réforme instaurée par Andrea Doria en 1528, on trouve inscrites sur le livre d'or des familles patriciennes génoises (it), outre les Pallavicino, les Sauli, de noblesse plus récente, qui firent fortune dans le commerce de la soie et se distinguèrent particulièrement par leurs actions de mécénat, familles qui donnèrent chacune trois doges à la Superba.
Au XIXe siècle, la marquise Luisa Sauli Pallavicino (dont on peut voir le buste sculpté vers 1850 par Lorenzo Bartolini, conservé à la Galleria dell'Accademia de Florence), fille du marquis Francesco Sauli, ambassadeur, député et sénateur et épouse du marquis Francesco Camillo Pallavicino, est à l'origine de l'aménagement du parc de la Villa Negrotto-Cambiaso d'Arenzano, possession des Pallavicino depuis 1558. Sa fille Teresa, amoureuse du chef d'orchestre Angelo Mariani fut contrainte par son père d'épouser pour des raisons d'alliance familiale le comte Negretto dont elle se sépara plus tard. La marquise Luisa Sauli Pallavicino est également en possession du Palazzo du quartier Carignano dont elle va louer, par l'intermédiaire de Mariani, un appartement du piano nobile aux époux Verdi.

## Résidence hivernale des époux Verdi
Ami de Giuseppe Verdi depuis une douzaine d'années, Angelo Mariani est le chef du Teatro Carlo Felice de Gênes. À l'époque de la composition de Don Carlos, Verdi et son épouse Giuseppina Strepponi qui y ont déjà séjourné à plusieurs reprises, choisissent la ville ligure pour en faire leur résidence hivernale. Ils ne restent pas longtemps en quête d'un logement, le Palazzo Sauli Pallavicino proposé par Mariani leur convenant parfaitement. Les Verdi en occupent deux étages, en partie meublés par les précédents locataires. L'appartement est immense avec une pièce de réception, plusieurs salons, une grande salle à manger, plusieurs chambres et des pièces de service. Le loyer est de 3700 lires. Verdi sous-loue quatre pièces à Mariani pour 400 lires. Peppina qui s'ennuyait dans la villa de Sant'Agata se réjouit de pouvoir s'occuper à l'aménagement de cette nouvelle résidence malgré sa forte inimitié pour Mariani. Ils passeront sept hivers, entre 1867 et 1874, au Palazzo Sauli Pallavicino.
Après la mort de Mariani, les Verdi quittent la résidence de Carignano pour s'installer le 13 novembre 1874 dans l'un des palais les plus somptueux de Gênes, la Villa del Principe (ou Palazzo Doria), situé Porta ou Piazza Principe. Ce sera la deuxième résidence des époux Verdi à Gênes, après qu'ils eurent quitté le Palazzo Sauli Pallavicino dans lequel ils ne pouvaient plus moralement demeurer à la suite de la mort dans des circonstances particulièrement terribles de Mariani avec lequel le compositeur et son épouse avaient fini par se brouiller irrémédiablement, certainement à cause des relations véritables ou supposées des deux hommes avec Teresa Stolz.